# Jean Tranchant
Pour les articles homonymes, voir Tranchant.
Jean Tranchant, né à Paris 18e le 4 février 1904, et mort à Paris 14e le 8 avril 1972, est un auteur-compositeur-interprète, affichiste et peintre français.

## Biographie

### Famille et débuts
Il est le fils de Jean Tranchant, avocat et lui-même auteur-compositeur,, et d'Émilie Guitton. Il écrit d'abord des chansons pour Lucienne Boyer (La Barque d'Yves, Moi j'crache dans l'eau), puis pour Marianne Oswald (Appel, La Complainte de Kesoubah, Sans repentir), Marlène Dietrich (Assez) et Lys Gauty (Départ),. Il se marie avec Nane Cholet.

### Succès
Il connaît ensuite le succès en interprétant ses propres chansons à partir de 1934, s'inscrivant dans le courant du renouveau de la chanson illustré par Mireille, Pills et Tabet, et Jean Sablon. Ses grands succès sont : Moi j'crache dans l'eau, Comme une chanson, Ici l'on pêche, Les prénoms effacés et Les jardins nous attendent. 

### Retrait et fin de vie
Après la Seconde Guerre mondiale, Jean Tranchant est banni deux ans des scènes françaises pour avoir poursuivi sa carrière pendant l'occupation. S'il quitte d'abord la France pour la Suisse, Jean Tranchant s'installe pendant 18 ans en Amérique du Sud (Uruguay, Brésil, Argentine), période pendant laquelle il utilise le nom de plume « Teleco-Teco » afin de différencier sa « production de style français et ses chansons brésiliennes ». Il revient en France en 1963 et enregistre quelques chansons. 
Jean Tranchant meurt le 8 avril 1972 dans le 14e arrondissement de Paris. Il est inhumé au cimetière de Barbizon.

## Chansons interprétées et/ou composées par Jean Tranchant
- 1930 : Moi j'crache dans l'eau, paroles & musique de Jean Tranchant, interprétée par Lucienne Boyer[12].
- 1932 : La Barque d'Yves, paroles sous le nom de Jean H. Tranchant, musique Jean Tranchant, interprétée par Lucienne Boyer.
- 1933 : Tourne et Vire, paroles et musique de Jean Tranchant, interprétée par Lucienne Boyer.
- 1933 : Coralie et compagnie (film d'Alberto Cavalcanti), paroles de Jean Tranchant.
- 1933 : La Complainte de Kesoubah, paroles et musique de Jean Tranchant.
- 1934 : Ici l'on pêche, paroles et musique de Jean Tranchant.
- 1934 : La chanson du large, paroles et musiques de Jean Tranchant
- 1934 : Dernière Heure (film de Jean Bernard-Derosne), musique de Jean Tranchant.
- 1934 : Il y a toujours quelqu'un, paroles et musiques de Jean Tranchant
- 1934 : Fanatisme (film de Gaston Ravel et Tony Lekain), musique de Jean Tranchant.
- 1934 : Il existe encore des bergères, paroles et musique de Jean Tranchant.
- 1935 : La Marmaille (film de Dominique Bernard-Deschamps), paroles et musique de Jean Tranchant.
- 1935 : Mon Cœur Bohème, Paroles de J. Rudd, musique de Jean Tranchant
- 1935 : C'était un Bateau d'amoureux, paroles et musiques de Jean Tranchant
- 1935 : Où vas tu la belle fille ?, paroles et musiques de Jean Tranchant
- 1935 : Les cailloux de la route, paroles et musiques de Jean Tranchant
- 1935 : Ici l'on rêve, paroles et musiques de Jean Tranchant
- 1935 : Le bonheur qui passe, paroles et musiques de Jean Tranchant
- 1936 : Les Prénoms effacés, paroles et musique de Jean Tranchant, orchestre dirigé par Michel Emer. Créée par Lucienne Boyer
- 1936 : J'aime Paris avec Fred Adison et son Orchestre, Refrain chanté par Toussaint
- 1936 : L'hôtel du temps perdu, paroles et musiques de Jean Tranchant
- 1936 : Quand il est tard, paroles et musiques de Jean Tranchant
- 1936 : Le polka des échelles, paroles et musique de Jean Tranchant.
- 1936 : Sans jamais s'arrêter, paroles et musique de Jean Tranchant.
- 1936 : Les baisers prisonniers, paroles et musique de Jean Tranchant.
- 1936 : La mer n'appartient à personne, paroles et musique de Jean Tranchant.
- 1936 : Les cinq filles de Monsieur de Nesles,
- 1937 : Voulez-vous danser Madame ?, paroles et musique de Jean Tranchant.
- 1938 : J'aime Paris (film de Jean-Jacques Delafosse), chanson de Jean Tranchant.
- 1938 : Minuit à Paris, paroles et musique de Jean Tranchant.
- 1938 : Allons à la mairie, paroles et musique de Jean Tranchant.
- 1938 : Le ciel est un oiseau bleu, paroles et musique de Jean Tranchant.
- 1938 : J'ai un cœur à chaque étage, paroles et musique de Jean Tranchant.
- 1939 : L'escalier, paroles et musique de Jean Tranchant, enregistré par Léo Marjane
- 1940 : Le chant du bonheur, paroles et musique de Jean Tranchant.
- 1941 : Ici l'on pêche (film de René Jayet), musique et chanson du film par Jean Tranchant, qui y est aussi acteur.
- 1941 : Parce qu'il faisait beau, Acc. d'Orchestre direction Pierre Chagnon, paroles et musique de Jean Tranchant
- 1941 : Les jardins nous attendent, Acc. d'orchestre dirigé par Pierre Chagnon
- 1941 : Comme une chanson, paroles et musique de Jean Tranchant.
- 1942 : Une petite rue, paroles et musique de Jean Tranchant.
- 1943 : Feu du ciel, opérette de Jean Tranchant, mise en scène Alfred Pasquali, théâtre Pigalle à Paris.
- 1943 : Ah! C'qu'on s'aimait!, paroles de Lucien Boyer et musique de Paul Lemarnier
- 1963 : Oui c'était toi, orchestre dirigé par Jean Claudric.
- 1963: Et les autres, orchestre dirigé par Jean Claudric.
- 1963: Viens ce soir, orchestre dirigé par Jean Claudric.

## Discographie
Les chansons de Jean Tranchant ont été produites sur des 78 tours par Pathé entre 1934 et 1942,, puis ré-éditées sur des CD;
- 1994: Jean Tranchant 1934-1942, EPM, sur deux CD

## Filmographie
- 1941 : Ici l'on pêche de René Jayet.